# Eleição presidencial na Coreia do Sul em 2012
A eleição presidencial na Coreia do Sul de 2012 foi realizada no dia 19 de dezembro. Park Geun-hye foi eleita presidente pelo Grande Partido Nacional.

## Resultados
| Candidato                          | Candidato              | Partido                   | Votos      | %     | %     |
| ---------------------------------- | ---------------------- | ------------------------- | ---------- | ----- | ----- |
|                                    | Park Geun-hye          | Partido Saenuri           | 15.773.128 | 51,55 |       |
|                                    | Moon Jae-in            | Partido Democrático Unido | 14.692.632 | 48,02 |       |
|                                    | Kang Ji-won            | Independente              | 53.303     | 0,17  |       |
|                                    | Kim Soon-ja            | Independente              | 46.017     | 0,15  |       |
|                                    | Kim So-yeon            | Independente              | 16.687     | 0,05  |       |
|                                    | Park Jong-sun          | Independente              | 12.854     | 0,04  |       |
| Votos nulos/brancos                | Votos nulos/brancos    | Votos nulos/brancos       | 126.838    | –     | –     |
| Total                              | Total                  | Total                     | 30.721.459 | 100   | 100   |
| Eleitores/comparecidos             | Eleitores/comparecidos | Eleitores/comparecidos    | 40.507.842 | 75,84 | 75,84 |
| Fonte: Comissão Eleitoral Nacional |                        |                           |            |       |       |